# Agriornis
Agriornis – rodzaj ptaków z podrodziny wodopławików (Fluvicolinae) w rodzinie tyrankowatych (Tyrannidae).

## Zasięg występowania
Rodzaj obejmuje gatunki występujące w Ameryce Południowej

## Morfologia
Długość ciała 16–28 cm.

## Systematyka

### Etymologia
- Agriornis: gr. αγριος agrios „dziki, wściekły”; ορνις ornis, ορνιθος ornithos „ptak”[5].
- Tamnolanius: gr. θαμνος thamnos „krzak”; rodzaj Lanius Linnaeus, 1758 (dzierzba)[6]. Gatunek typowy: Tamnophilus lividus von Kittlitz, 1835.

### Podział systematyczny
Do rodzaju należą następujące gatunki:
- Agriornis montanus (d’Orbigny & Lafresnaye, 1837) – dzierzbotyran czarnodzioby
- Agriornis murinus (d’Orbigny & Lafresnaye, 1837) – dzierzbotyran mały
- Agriornis albicauda (R.A. Philippi Sr. & Landbeck, 1863) – dzierzbotyran białosterny
- Agriornis lividus (von Kittlitz, 1835) – dzierzbotyran duży
- Agriornis micropterus Gould, 1839 – dzierzbotyran szary